# Ptilodactyla jiriensis
Ptilodactyla jiriensis is een keversoort uit de familie Ptilodactylidae. De wetenschappelijke naam van de soort is voor het eerst geldig gepubliceerd in 1979 door Satô.